# Alexandra Sasko-Altenburská
Alexandra Sasko-Altenburská, plným jménem německy Alexandra Friederike Henriette Pauline Marianne Elisabeth von Sachsen-Altenburg (8. června 1830, Altenburg – 6. července 1911, Petrohrad) byla rodem princezna z ernestinské linie Wettinů a sňatkem pod jménem Alexandra Josifovna (rusky Александра Иосифовна) ruská velkokněžna.

## Biografie

### Původ, mládí
Alexandra se narodila jako pátá ze šesti dcer sasko-altenburského vévody Josefa Fridricha (1789—1868) a jeho manželky, württemberské princezny Amálie (1799—1848). Z matčiny strany byla vnučkou Ludvíka Württemberského, bratra carevny Marie Fjodorovny, druhé manželky cara Pavla I. Druhá a šestá z jejích sester již v útlém věku zemřely, Alexandra tak vyrůstala jako nejmladší z nich.

### Manželství, potomci

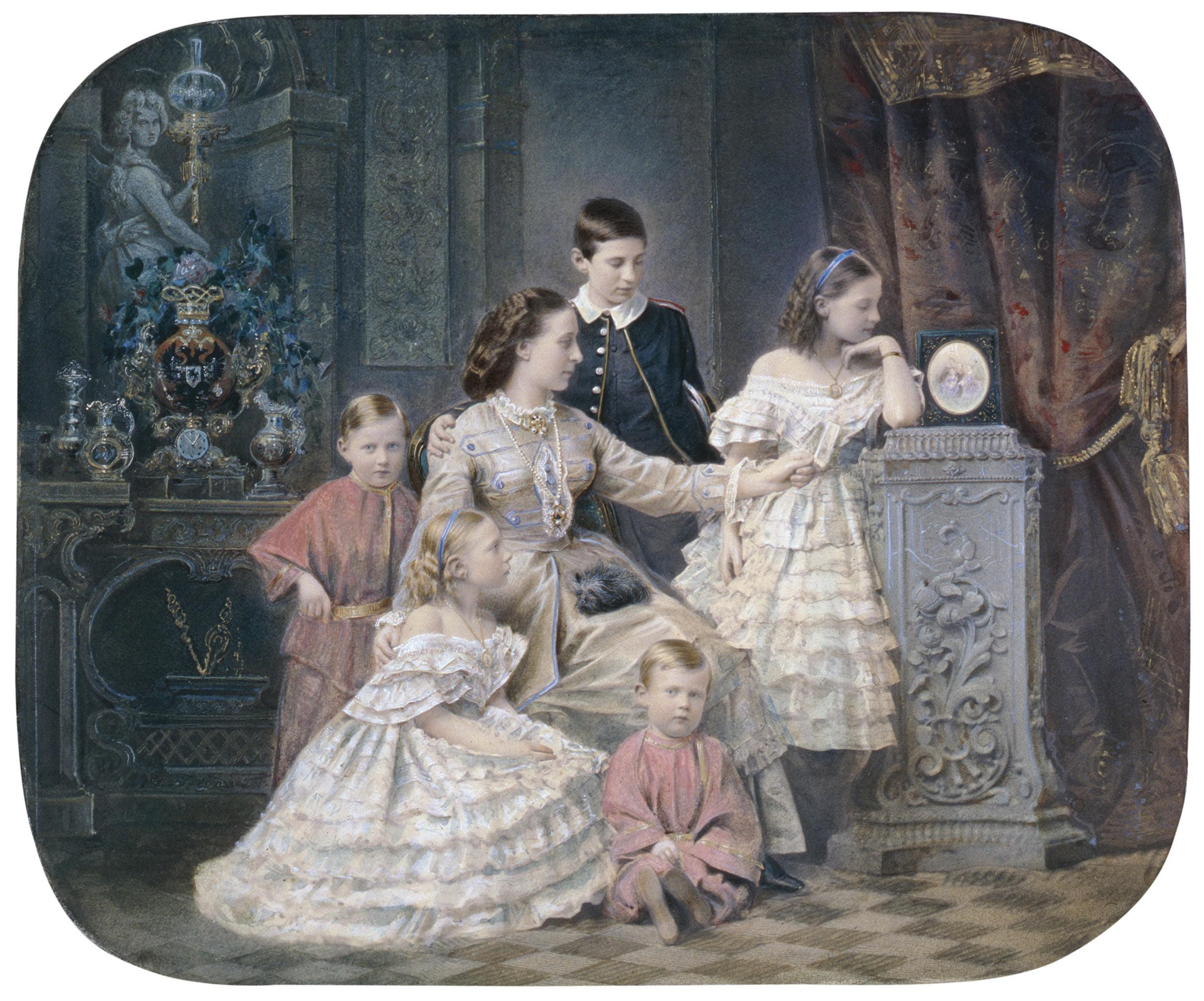
Kolovaná fotografie Alexandry Josifovny s pěti ze svých dětí (1861): velkovévodou Nikolajem (1850–1918), Konstantinem (1858–1915), Dmitrijem (1860–1919) a velkovévodkyněmi Olgou (1851–1926) a Věrou (1854–1912).

Se svým budoucím manželem, synem ruského cara Mikuláše I., velkoknížetem Konstantinem Nikolajevičem, se seznámila, když carevič přijel do Německa na svatbu své sestry, velkokněžny Olgy Nikolajevny. Konstantin se hluboce zamiloval a psal svým rodičům: "Ta nebo žádná". V říjnu roku 1847 Alexandra přijela do Ruska a přestoupila na pravoslaví. 11. září roku 1848 se pak konala svatba v Zimním paláci v Petrohradu. Mladá rodina žila v Petrohradu v Pavlovsku, Strelně a Mramorovém paláci.
Z manželství Alexandry Josifovny a Konstantina Nikolajeviče se narodilo šest dětí, čtyři synové a dvě dcery:
- Nikolaj Konstantinovič (14. února 1850 – 27. ledna 1918), ruský velkokníže, ⚭ 1882 Naděžda Alexandrovna Drejerová (morganatické manželství)
- Olga Konstantinovna (3. září 1851 – 18. června 1926), velkokněžna ruská, ⚭ 1867 Jiří I. (24. prosince 1845 – 18. března 1913), řecký král od roku 1863 až do své smrti
- Věra Konstantinovna (16. února 1854 – 11. dubna 1912), velkokněžna ruská, ⚭ 1874 Evžen Württemberský (20. srpna 1846 – 27. ledna 1877)
- Konstantin Konstantinovič Romanov (22. srpna 1858 – 15. června 1915), ruský velkokníže, ⚭ 1884 Alžběta Sasko-Altenburská (25. ledna 1865 – 24. března 1924)
- Dmitrij Konstantinovič (13. června 1860 – 28. ledna 1919), ruský velkokníže, popraven bolševiky
- Vjačeslav Konstantinovič (13. července 1862 – 27. února 1879), ruský velkokníže

### Velkokněžna

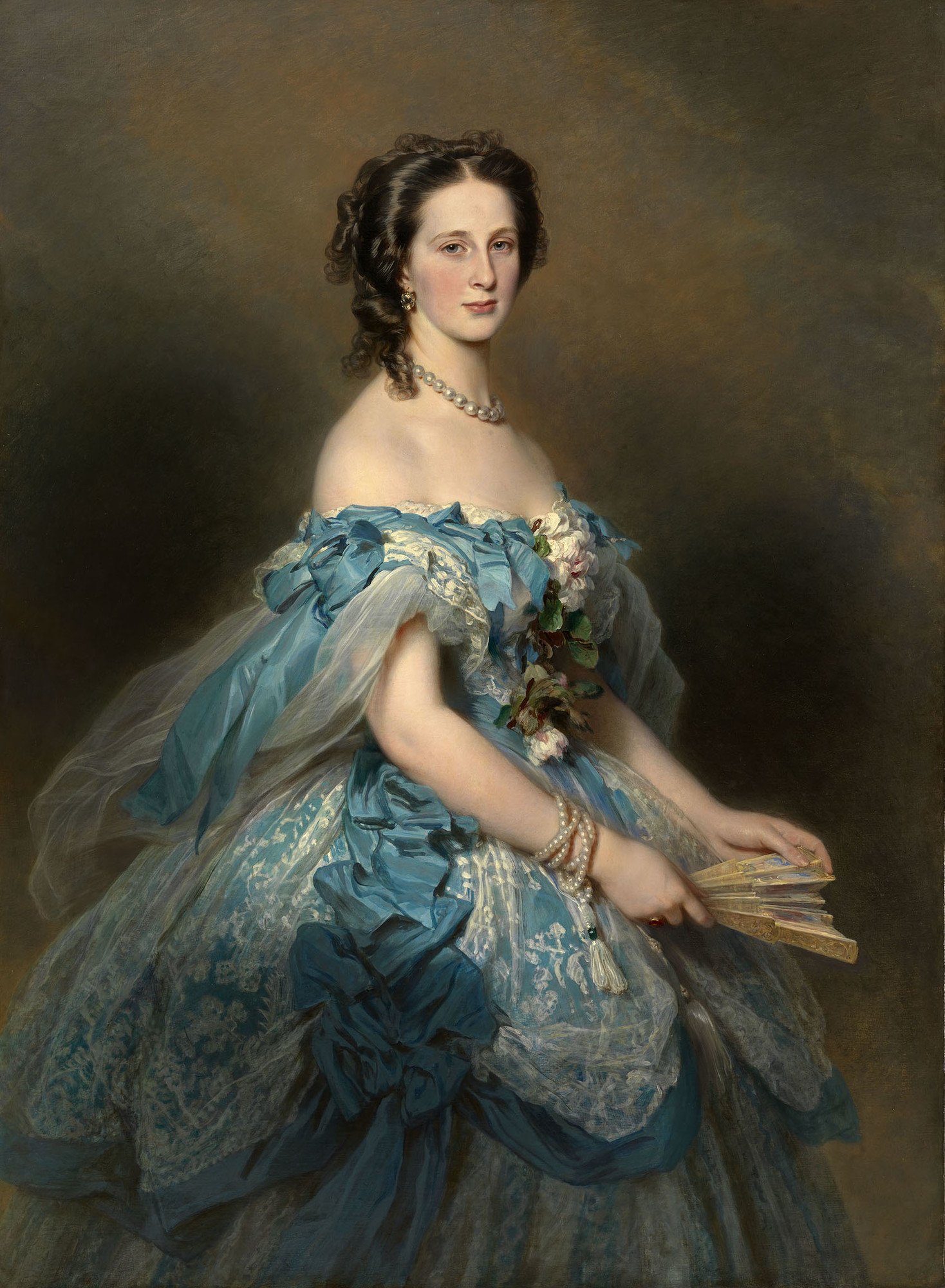
Alexandra Josifovna na portrétu F. X. Winterhaltera z roku 1850.

Mladá velkokněžna byla považována za jednu z největších krasavic u carského dvora. Velké modré oči, zlatěrudé vlasy, řecký nos a krásná ústa ve spojení s přirozenou elegancí dívky hluboce zapůsobily i na samotného cara Mikuláše I., proslulého znalce ženské krásy. Třebaže neoplývala intelektem, velmi si jí vážili všichni čtyři carové, v období jejichž panování v Rusku žila (Mikuláš I., Alexandr II., Alexandr III., Mikuláš II.) V rodinném kruhu ji nazývali «teta Sanni (тётя Санни)».
Mnoho času věnovala problematice bezprizorných dětí a řídila Hlavní radu dětských útulků.
Milovala hudbu a pořádala skvělé hudební večery. Johann Strauss byl setkáním s velkokněžnou uchvácen a věnoval jí valčík "Velkokněžně Alexandře" a quadrillu "Terasa Strelny".
Alexandra Josifovna měla sklony k mysticismu a věštění ze stolní desky. Podle tvrzení jedné z jejích dvorních dam pod vedením jiné dvorní dámy, Anny Fjodorovny Tjutčevové, "tak mnoho a tak často opakovala svá magnetické pokusy, že se z toho málem pominula."

### Rodinné tragédie

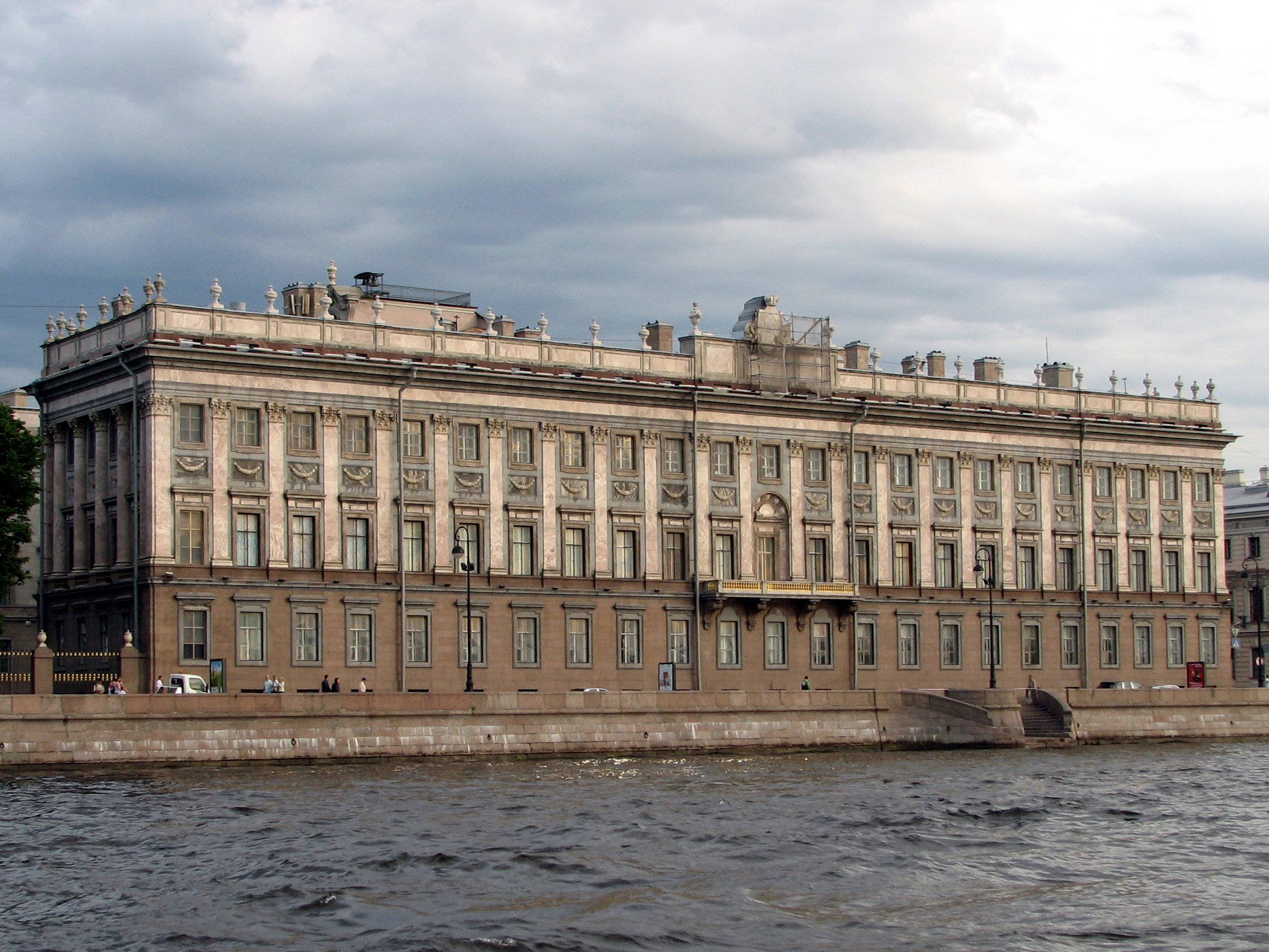
Mramorový palác v Petrohradu, místo pobytu Alexandry Josifovny

V dubnu roku 1874 zasáhlo rodinu Alexandry Josifovny neštěstí. Její nejstarší syn, velkokníže Nikolaj Konstantinovič byl obviněn z krádeže briliantů zdobících ikonu Bohorodičky, kterou svého času car Mikuláš I. požehnal svatbu svého syna Konstantina s Alexandrou Josifovnou. Nikolaj se ke krádeži nikdy nepřiznal, podle svých slov vzal na sebe vinu svého pobočníka, byl však rodinnou radou shledám vinným; aby se zabránilo veřejnému skandálu, byl prohlášen za choromyslného a poslán ze Petrohradu do vyhnanství.
Po této skandální historii se svým nejstarším synem se velkokněžna dlouho nemohla vzpamatovat. Věřila, že ikona chráni její rodinný krb a děsila se budoucnosti. Její obavy se potvrdily, její rodinné štěstí záhy skončilo, rodinu či ji samotnou stíhala rána za ranou.
Ve věku šestnácti let roku 1879 zemřel na souchotiny její nejmladší syn Vjačeslav. Nedlouho nato, po třiceti letech manželství, zjistila velkokněžna, že její hluboce milovaný muž již k ní nechová žádné city. Již dávno měl poměr s balerinou Mariinského divadla v Petrohradu Annou Vasiljevnou Kuzněcovovou (1847—1922) a měl s ní čtyři děti. Konstantin Nikolajevič představil svou favoritku známým se slovy: "V Petěrburgu mám formální ženu, a toto je zákonitá!". Sám o tom řekl manželce a vybídl ji "zachovávat zdvořilost". Car Alexandr III. se k chování strýce Koko stavěl ostře odmítavě.
Alexandra Josifovna opustila Petěrburg a odjela do Pavlovska, kde trávila neradostné dny. Do hlavního města přijížděla pouze v zimě. Svou lásku k nevěrnému manželovi však chovala až do konce života.
Roku 1889 ranila Konstantina Nikolajeviče mrtvice, po níž ochrnula na pravou část těla a téměř ztratil schopnost mluvit. V tomto stavu prožil ještě několik let. Alexandra Josifovna při něm zůstala v roli ošetřovatelky - svou povinnost vůči němu splnila až do konce, který přišel 13. ledna roku 1892.

### Závěr života a smrt
Ke konci života Alexandra Josifovna téměř oslepla a od roku 1903 nevycházela z Mramorového paláce, kde žila a kde 23. června roku 1911 v požehnaném věku 81 let i zemřela. Do posledního okamžiku byla jasného rozumu i vnímání. Oblíbená velkokněžna byla v souladu se svým přáním pochována ve velkoknížecí hrobce Petropavlovské pevnosti společně se svým manželem (jehož ostatky byly do hrobky, vybudované roku 1908, přeneseny z Petropavlovského chrámu).
V Rusku Alexandra Josifovna prožila 64 let a ruská země se stala její druhou vlastí. Byla ochránkyní tradic rodiny Romanovových a přísné dvorní etikety.

## Vývod z předků
|                             |                                              |  |                              |                                                            |  |  |  |  |  |  |  | Arnošt Fridrich II. Sasko-Hildburghausenský |
|                             |                                              |  |                              |                                                            |  |  |  |  |  |  |  |                                             |
|                             | Arnošt Fridrich III. Sasko-Hildburghausenský |  |                              |                                                            |  |  |  |  |  |  |  |                                             |
|                             |                                              |  |                              |                                                            |  |  |  |  |  |  |  |                                             |
|                             |                                              |  |                              | Karolína Erbašsko-Fürstenauská                             |  |  |  |  |  |  |  |                                             |
|                             |                                              |  |                              |                                                            |  |  |  |  |  |  |  |                                             |
|                             | Fridrich Sasko-Altenburský                   |  |                              |                                                            |  |  |  |  |  |  |  |                                             |
|                             |                                              |  |                              |                                                            |  |  |  |  |  |  |  |                                             |
|                             |                                              |  |                              | Arnošt August I. Sasko-Výmarsko-Eisenašský                 |  |  |  |  |  |  |  |                                             |
|                             |                                              |  |                              |                                                            |  |  |  |  |  |  |  |                                             |
|                             | Ernestina Sasko-Výmarská                     |  |                              |                                                            |  |  |  |  |  |  |  |                                             |
|                             |                                              |  |                              |                                                            |  |  |  |  |  |  |  |                                             |
|                             |                                              |  |                              | Žofie Šarlota Braniborsko-Bayreuthská                      |  |  |  |  |  |  |  |                                             |
|                             |                                              |  |                              |                                                            |  |  |  |  |  |  |  |                                             |
|                             | Josef Sasko-Altenburský                      |  |                              |                                                            |  |  |  |  |  |  |  |                                             |
|                             |                                              |  |                              |                                                            |  |  |  |  |  |  |  |                                             |
|                             |                                              |  |                              | Karel Ludvík Fridrich Meklenbursko-Střelický               |  |  |  |  |  |  |  |                                             |
|                             |                                              |  |                              |                                                            |  |  |  |  |  |  |  |                                             |
|                             | Karel II. Meklenbursko-Střelický             |  |                              |                                                            |  |  |  |  |  |  |  |                                             |
|                             |                                              |  |                              |                                                            |  |  |  |  |  |  |  |                                             |
|                             |                                              |  |                              | Alžběta Sasko-Hildburghausenská                            |  |  |  |  |  |  |  |                                             |
|                             |                                              |  |                              |                                                            |  |  |  |  |  |  |  |                                             |
|                             | Šarlota Georgina Meklenbursko-Střelická      |  |                              |                                                            |  |  |  |  |  |  |  |                                             |
|                             |                                              |  |                              |                                                            |  |  |  |  |  |  |  |                                             |
|                             |                                              |  |                              | Jiří Vilém Hesensko-Darmstadtký                            |  |  |  |  |  |  |  |                                             |
|                             |                                              |  |                              |                                                            |  |  |  |  |  |  |  |                                             |
|                             | Frederika Hesensko-Darmstadtská              |  |                              |                                                            |  |  |  |  |  |  |  |                                             |
|                             |                                              |  |                              |                                                            |  |  |  |  |  |  |  |                                             |
|                             |                                              |  |                              | Marie Luisa Albertina Leiningensko-Falkenbursko-Dagsburská |  |  |  |  |  |  |  |                                             |
|                             |                                              |  |                              |                                                            |  |  |  |  |  |  |  |                                             |
| Alexandra Sasko-Altenburská |                                              |  |                              |                                                            |  |  |  |  |  |  |  |                                             |
|                             |                                              |  |                              |                                                            |  |  |  |  |  |  |  |                                             |
|                             |                                              |  | Karel Alexandr Württemberský |                                                            |  |  |  |  |  |  |  |                                             |
|                             |                                              |  |                              |                                                            |  |  |  |  |  |  |  |                                             |
|                             | Fridrich II. Evžen Württemberský             |  |                              |                                                            |  |  |  |  |  |  |  |                                             |
|                             |                                              |  |                              |                                                            |  |  |  |  |  |  |  |                                             |
|                             |                                              |  |                              | Marie Augusta Thurn-Taxis                                  |  |  |  |  |  |  |  |                                             |
|                             |                                              |  |                              |                                                            |  |  |  |  |  |  |  |                                             |
|                             | Ludvík Württemberský                         |  |                              |                                                            |  |  |  |  |  |  |  |                                             |
|                             |                                              |  |                              |                                                            |  |  |  |  |  |  |  |                                             |
|                             |                                              |  |                              | Fridrich Vilém Braniborsko-Schwedtský                      |  |  |  |  |  |  |  |                                             |
|                             |                                              |  |                              |                                                            |  |  |  |  |  |  |  |                                             |
|                             | Bedřiška Braniborsko-Schwedtská              |  |                              |                                                            |  |  |  |  |  |  |  |                                             |
|                             |                                              |  |                              |                                                            |  |  |  |  |  |  |  |                                             |
|                             |                                              |  |                              | Žofie Dorota Pruská                                        |  |  |  |  |  |  |  |                                             |
|                             |                                              |  |                              |                                                            |  |  |  |  |  |  |  |                                             |
|                             | Amálie Württemberská                         |  |                              |                                                            |  |  |  |  |  |  |  |                                             |
|                             |                                              |  |                              |                                                            |  |  |  |  |  |  |  |                                             |
|                             |                                              |  |                              | Karel August Nasavsko-Weilburský                           |  |  |  |  |  |  |  |                                             |
|                             |                                              |  |                              |                                                            |  |  |  |  |  |  |  |                                             |
|                             | Karel Kristián Nasavsko-Weilburský           |  |                              |                                                            |  |  |  |  |  |  |  |                                             |
|                             |                                              |  |                              |                                                            |  |  |  |  |  |  |  |                                             |
|                             |                                              |  |                              | Augusta Bedřiška Nasavsko-Idsteinská                       |  |  |  |  |  |  |  |                                             |
|                             |                                              |  |                              |                                                            |  |  |  |  |  |  |  |                                             |
|                             | Henrietta Nasavsko-Weilburská                |  |                              |                                                            |  |  |  |  |  |  |  |                                             |
|                             |                                              |  |                              |                                                            |  |  |  |  |  |  |  |                                             |
|                             |                                              |  |                              | Vilém IV. Oranžský                                         |  |  |  |  |  |  |  |                                             |
|                             |                                              |  |                              |                                                            |  |  |  |  |  |  |  |                                             |
|                             | Karolína Oranžsko-Nasavská                   |  |                              |                                                            |  |  |  |  |  |  |  |                                             |
|                             |                                              |  |                              |                                                            |  |  |  |  |  |  |  |                                             |
|                             |                                              |  |                              | Anna Hannoverská                                           |  |  |  |  |  |  |  |                                             |
|                             |                                              |  |                              |                                                            |  |  |  |  |  |  |  |                                             |